# بن خلیل (استان بلیده)
بن خلیل (استان بلیده) (به عربی: بن خلیل) یک شهرداری در الجزایر است که در استان البلیده واقع شده‌است.